# Битва при Рокруа
Битва при Рокруа — одна з битв Тридцятилітньої війни (1618—1648), яка відбулася 19 травня 1643 року біля міста Рокруа на півночі Франції між французьким військом принца Конде та іспанським військом Франсиско де Мело. У ході битви французи розгромили іспанців, наочно показавши перевагу нової лінійної тактики над старими іспанськими терціями.

## Передумови
У 1618 році почалася Тридцятилітня війна. Франція активно підтримувала противників Габсбургів — Данію, Швецію, німецьких протестантських князів. Після поразки шведів під Нердлінгеном у 1634 році, виникла загроза що Габсбурги зможуть переламати хід війни на свою користь. Тому кардинал Рішельє, який керував зовнішньою політикою Франції, у 1635 році сприяв вступу Франції у війну. Франція почала бойові дії проти австрійських та іспанських Габсбургів, проте вторгнення французів у Іспанські Нідерланди у 1635 році завершилося провалом. В подальшому бойові дії йшли з перемінним успіхом.
26 травня 1642 року у битві при Оннекурі іспанське військо Франсиско де Мело розбило французів, виникла загроза прориву іспанців до Парижа. Іспанські війська зайняли ряд північних районів Франції. Незабаром померли Рішельє (грудень 1642 року) і король Людовик XIII (травень 1643 року), проте новий уряд кардинала Мазаріні вирішив продовжувати війну.
Навесні 1643 року іспанці перейшли в новий наступ і взяли в облогу французьке місто Рокруа. На виручку гарнізону Рокруа рушило французьке військо під командуванням 21-річного принца Конде, який вже встиг себе показати успішним полководцем.

## Сили сторін
Французьке військо налічувало 23 тисячі вояків (17 тисяч піхоти і 6 тисяч кінноти) та 14 гармат. Іспанці мали 27 тисяч вояків (19 тисяч піхоти і 8 тисяч кінноти) та 18 гармат.

## Битва

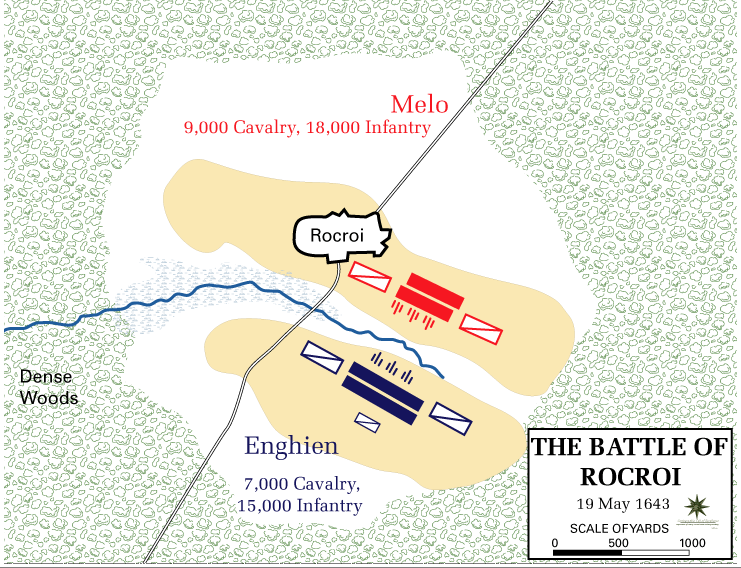
Схема битви при Рокруа

Вранці 18 травня французьке військо вийшло на підступи до Рокруа, французький авангард (2 тисячі кінноти) відкинув передові частини противника і встановив місцерозташування основних сил ворога. Французьке військо розташувалося за 900—1000 м від ворога і вишикувалося у дві лінії (центр — піхота, фланги — кіннота). Конде особисто командував правим флангом. Іспанці, помітивши ворога, вишикувалися у терції. Удень 18 травня іспанська артилерія відкрила по французам вогонь. Французький маршал Л'Опіталь, який командував лівим флангом, за власною ініціативою спробував з'єднатися з обложеним гарнізоном Рокруа, але іспанці відбили його атаку.
У ніч на 19 травня французи знищили засідку іспанських мушкетерів у лісі навпроти правого флангу французів.
О третій ранку 19 травня Конде перейшов у наступ. Французька кіннота на правому фланзі атакувала противника. Іспанці не чекали атаки, тому французи швидко розбили іспанський лівий фланг.

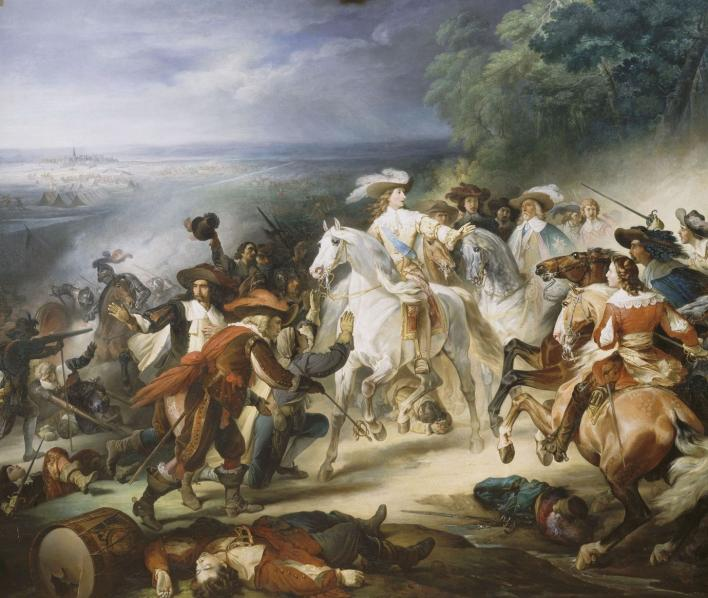
Битва при Рокруа

Поки Конде успішно тіснив противника на лівому фланзі французів Л'Опіталь атакував своєю кіннотою іспанців щоб атакувати їхній правий фланг. При цьому маршал порушив розпорядження Конде, який заборонив будь-які дії без його наказу. Поки Л'Опіталь зі своїми ескадронами переходив через болото, його атакувала іспанська кіннота Ізембурга. Іспанці відкинули французьку кінноту, а потім розсіяла мушкетерів і захопила артилерію французів. Італійська піхота іспанської армії успішно потіснила піхоту французів. Лівий фланг і центр французів опинився на межі катастрофи.
Побачивши критичну ситуацію на лівому фланзі і в центрі, Конде організував контратаку. Його кіннота завдавала удар у фланг і тил наступаючих іспанських військ. Іспанська піхота була розбита, а кіннота Ізембурга була відкинута. Після запеклого бою остання іспанська терція була розгромлена. Французи відбили свою артилерію а також деблокували Рокруа.

## Втрати сторін
Іспанське військо було розгромлене. Іспанці втратили 8 тисяч вояків убитими і пораненими, а також 7 тисяч полоненими та 18 гармат. Французи втратили 4 тисячі вояків убитими і пораненими.

## Наслідки
Попри перемогу при Рокруа, розвинути наступ вглиб Іспанських Нідерландів французи не змогли. Але ця перемога високо підняла престиж Франції, а також прославила принца Конде. Битва при Рокруа мала величезне значення для військового мистецтва, адже показала перевагу лінійної тактики і застарілість іспанських терцій.